# Fiume Keelung
Il Keelung (基隆河) è un fiume che scorre a nord di Taiwan.

## Corso del fiume
La sua sorgente si trova sul monte Hou Shou Liao, a nord ovest della città di Jingtong, nella Contea di Taipei. Il fiume inizia a scorrere a nord est fino a Sandiaoling. Dopodiché, raggiunge le città di Chiufen e Keelung, la quale prende appunto il nome dal fiume, ed infine si dirige a sudovest in direzione di Taipei, luogo nel quale si unisce al fiume Tamsui (o Danshui) per arrivare al mare.